# MG 34
La MG 34 o MG-34 (Maschinengewehr 34, «Ametralladora 34» en alemán) era una ametralladora de propósito general alemana que comenzó a ser fabricada y aceptada para servicio en 1934. Las primeras unidades se distribuyeron en 1935. Era una ametralladora refrigerada por aire que disparaba munición calibre 7,92 x 57 Mauser y tenía un funcionamiento similar a otras ametralladoras medias.
Fue diseñada para emplearse tanto como ametralladora ligera de sección como para tareas mayores, siendo un ejemplo temprano de ametralladora de propósito general. Como arma ligera, se pensó equiparla con un bípode y un tambor porta cintas con capacidad para 75 proyectiles. Como ametralladora pesada estaba montada en un trípode y utilizaba cintas de munición. En la práctica, la infantería solo usaba la versión con bípode, dando como resultado una arma media de apoyo.

## Historia
La MG 34 fue empleada como ametralladora principal de infantería durante los años 1930, y permaneció como arma defensiva antiaérea y en tanques. Se intentó su sustitución por la MG 42, pero nunca hubo suficientes cantidades del nuevo modelo para hacerlo, por lo que se continuó usando hasta el final de la Segunda Guerra Mundial. La MG 34 sustituía a la MG 13 y otras ametralladoras antiguas, aunque finalmente estas se siguieron utilizando debido a la alta demanda. Era un arma muy precisa debido a su cañón estriado.
El diseño principal de la MG 34 estuvo a cargo del diseñador Heinrich Vollmer en colaboración con la firma Waffenfabrik Mauser, basado en un diseño de la Rheinmetall, Solothurn 1930 (MG30), que acababa de entrar en servicio en Suiza. Los cambios más significativos fueron el traslado del mecanismo de alimentación a la posición más práctica a la izquierda de la entrada, y la adición de una cubierta alrededor del cañón. Se introdujeron cambios en el mecanismo de disparo, mejorando la cadencia de tiro a 800-900 proyectiles por minuto, muy superiores a la ametralladora ligera Bren británica o BrowningM1919 estadounidense, que tenían una cadencia de tiro de unos 500 o 600 disparos por minuto. 
La nueva arma fue aceptada y entró en servicio casi inmediatamente, siendo generalmente bien recibida por las tropas. Fue utilizada por la Legión Condor durante la guerra civil española (1936-1939). En ese momento se introdujo una serie de características avanzadas, y que llegaría a ser una referencia en el concepto de ametralladora de propósito general. Sin embargo, la MG 34 tenía un coste elevado, ya que su excesiva mecanización y la alta calidad de su diseño exigían estándares de fabricación muy precisos y  materias primas (necesitaba 49 kg de acero) y no fue posible la producción de las grandes cantidades que necesitaba el ejército alemán. 
También se demostró que era un arma impredecible, con facilidad para bloquearse debido a la suciedad (el alto nivel de ajuste de sus componentes hacía que el polvo y la arena los estropeasen con facilidad) y se congelaba con las temperaturas bajas de los inviernos de 1941, 1942 y 1943 durante la invasión de la Unión Soviética. La mayor parte de los fallos provenían del mecanismo de alimentación y era muy sensible a variaciones en la calidad de la munición.
Sin embargo su precisión y rendimiento compensaban sus defectos, por lo que se siguió usando hasta el final de la Segunda Guerra Mundial.

## Características
La MG 34 podía utilizar tanto tambores porta cinta como cintas de munición 7,92 x 57. Las cintas podían ser de 50 o 250 balas. Los tambores porta cinta llevaban una cinta de 50 balas en su versión estándar, y 75 balas en su versión de "doble tambor". Las primeras armas tenían que ser modificadas para poder usar tambores reemplazando una parte del arma; este cambio fue realizado posteriormente en la fábrica.
En su papel de ametralladora ligera con bípode, la MG 34 solo pesaba 12,1 kg. Como ametralladora media podía estar montada en dos tipos de trípodes, uno ligero de 6,75 kg y otro pesado de 23,6 kg. 
El trípode pesado (MG 34 Laffette) incluía varias modificaciones, como una mira especial para realizar fuego indirecto. Las patas del trípode podían extenderse lo suficiente para ser empleada como arma antiaérea.

## Derivados

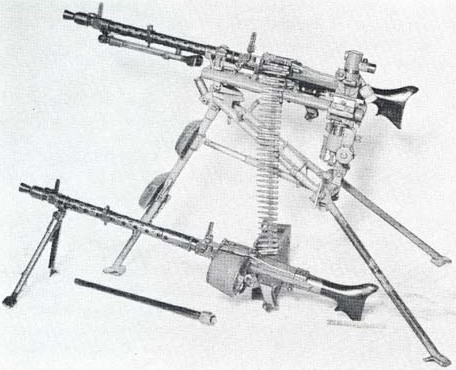

Una variante de la MG 34 fue la MG 34/41. Las ametralladoras MG 34 y MG 42 fueron las primeras experiencias, a comienzos de la Segunda Guerra Mundial, que demostraron que la alta cadencia de fuego generaba una mayor dispersión de las balas. La MG 34/41 podía lograr una cadencia de 1200 disparos/min (la MG 34 solo de 800 a 900 disparos/min), y pesaba 14 kg, poco más que la MG 34 original. Se construyó una pequeña cantidad de MG 34/41, y 300 fueron enviadas al Frente Oriental.
A finales de la década de 1930 comenzó un intento de simplificar la MG 34, que concluiría en la MG 42. Sin embargo, la camisa de enfriamiento cuadrangular de la MG 42 impedía que fuese utilizada en las troneras de los tanques, por lo que la MG 34 siguió siendo producida y usada para este fin. Los Panzer empleaban el modelo MG 34-T, que se diferenciaba del normal en tener una camisa de enfriamiento más pesada y sin los orificios de ventilación.
La MG 34 fue la base de una ametralladora para aeroplanos, la MG 81. La entrada de munición fue modificada para que pudiese alimentarse por ambos lados; y en el modelo MG 81Z (de Zwilling, gemelo), se unieron dos armas utilizando un único gatillo.

### Listas relacionadas
- Anexo:Materiales históricos del Ejército de Tierra de España desde la posguerra